# Eleutherodactylus haitianus
Eleutherodactylus haitianus es una especie de rana de la familia Eleutherodactylidae.

## Distribución geográfica
Es endémica del centro de La Española (República Dominicana).

## Estado de conservación
Se encuentra amenazada por la pérdida de su hábitat natural. 